# Ana María Acosta y Lara
Ana María Judith Acosta y Lara Díaz (Montevideo, Uruguay, 14 de agosto de 1951), también conocida como Ana María Acosta y Lara de Mujica, es una contadora y política uruguaya, quien se desempeñó como subdirectora de la Oficina de Planeamiento y Presupuesto entre 1991 y 1994. 

## Primeros años
Nació en Montevideo el 14 de agosto de 1951.
Cursó estudios en la Facultad de Ciencias Económicas de la Universidad de la República, donde obtuvo el título de contadora pública en 1978.
Mientras realizaba sus estudios cumplió funciones como ayudante técnica en la Contaduría General de la Nación,siendo promovida a un cargo de técnica tras graduarse.

## Subdirectora de la Oficina de Planeamiento y Presupuesto
En julio de 1991 el presidente Luis Alberto Lacalle designó a Acosta y Lara como subdirectora de la Oficina de Planeamiento y Presupuesto,sucediendo a Washington Abdala.
Acompañó como subdirectora la gestión de tres directores de la OPP. En primer lugar la de Conrado Hughes, quien renunció solo un mes después, en agosto de 1991; luego la de su reemplazante, Carlos Cat, y por último la de Javier de Haedo, quien sustituyó a Cat en octubre de 1993.
Acosta y Lara integró la Comisión Sectorial para el MERCOSUR en representación de la OPP.
Tras permanecer en la subdirección de la OPP durante casi tres años, la abandonó en junio de 1994 para pasar a ocupar la Superintendencia de Seguros y Reaseguros, siendo sucedida por Casilda Echevarría.

## Superintendente de Seguros y Reaseguros
La ley 16.426, promulgada en octubre de 1993, dispuso la desmonopolización de la actividad de seguros en Uruguay, poniendo fin al monopolio legal que hasta entonces ejercía en dicha área el Banco de Seguros del Estado. 
En su artículo 6, dicha ley creó la Superintendencia de Seguros y Reaseguros como servicio desconcentrado del Banco Central del Uruguay, con el  cometido de "controlar a las empresas públicas y privadas que realicen actividades de seguros o reaseguros así como las personas que ejerzan actividad de intermediación en la materia indicada y coordinar la actividad del sector público".
En junio de 1994 Acosta y Lara fue designada por el BCU como la primera Superintendente de Seguros y Reaseguros,cargo que ocupó durante más de una década hasta su renuncia en junio de 2007 para acogerse a la jubilación.

## Supervisora de Fondos de Recuperación del Patrimonio Bancario
A fines de 2003 el directorio del Banco Central del Uruguay resolvió designarla como supervisora y directora de los Fondos de Recuperación del Patrimonio Bancario, a cargo del proceso de liquidación de los bancos Comercial, Montevideo y La Caja Obrera, quebrados a raíz de la crisis bancaria del año 2002.

## Actividad partidaria
En las elecciones de 2009 integró el equipo de asesores del nuevamente candidato a la presidencia Luis Alberto Lacalle,quien finalmente sería derrotado en la segunda vuelta electoral por José Mujica.

## Vida personal
Es hija de Martín Raúl Acosta y Lara Díaz -jugador de baloncesto y medalla de bronce con el equipo uruguayo en los Juegos Olímpicos de Helsinki 1952- y de Ana María Díaz Montes, quienes se casaran en 1949.
Contrajo matrimonio en 1978 con Alfredo Benvenuto Mujica Benoit,con quien tuvo dos hijos, Diego y Ana Inés Mujica Acosta y Lara